# Saint-Vaast-en-Auge
Saint-Vaast-en-Auge ist eine französische Gemeinde mit 115 Einwohnern (Stand: 1. Januar 2022) im Département Calvados in der Region Normandie. Sie gehört zum Arrondissement Lisieux und zum Kanton Cabourg.
Nachbargemeinden sind Gonneville-sur-Mer im Westen, Villers-sur-Mer im Norden und im Osten, Saint-Pierre-Azif im Südosten, Branville und Heuland im Süden und Douville-en-Auge im Südwesten. 

## Bevölkerungsentwicklung

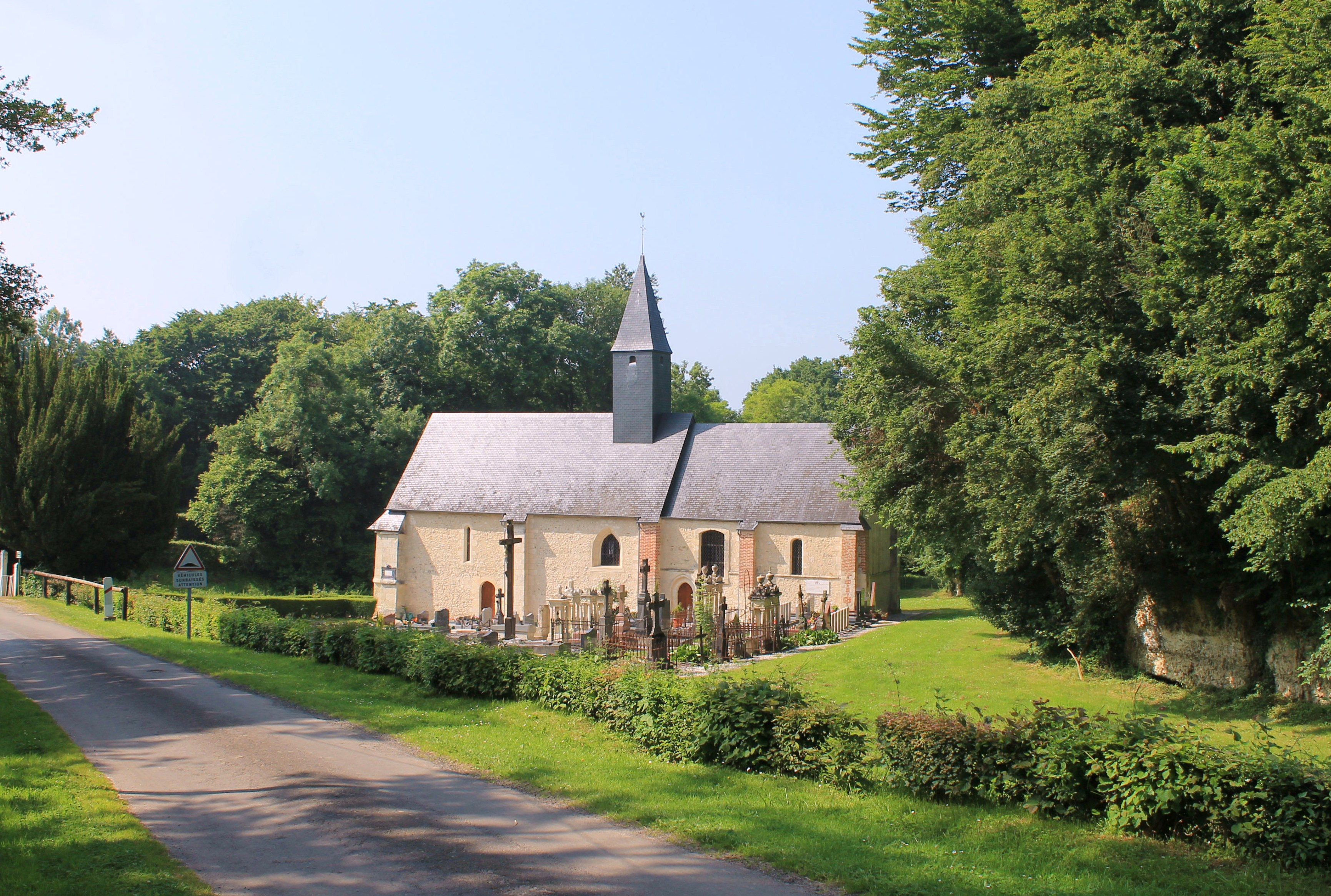
Kirche Saint-Vaast

| Jahr      | 1962 | 1968 | 1975 | 1982 | 1990 | 1999 | 2007 | 2015 |
| --------- | ---- | ---- | ---- | ---- | ---- | ---- | ---- | ---- |
| Einwohner | 91   | 92   | 84   | 88   | 82   | 81   | 95   | 95   |